# 21. šahovska olimpijada
21. šahovska olimpijada je potekala leta 1974 v Nici (Francija).
Sovjetska zveza je osvojila prvo mesto, SFRJ drugo in ZDA tretje.
Sodelovalo je 445 šahistov v 75 reprezentancah; odigrali so 3.088 partij.